# Kosmač Veli
Kosmač Veli je nenaseljeni otočić u hrvatskom dijelu Jadranskog mora.
Njegova površina iznosi 0,045 km2. Dužina obalne crte iznosi 0,8 km.